# José Guillermo García
José Guillermo García (* 1933 in San Vicente) war zwischen 1979 und 1983 Verteidigungsminister der Junta Revolucionaria de Gobierno in El Salvador und verantwortlich für Menschenrechtsverletzungen der Regierungstruppen FAES.
General García war Direktor des staatlichen Administración Nacional de Telecomunicaciones El Salvador (ANTEL) und leitete von dort die Wahlmanipulation 1977. 1989 wanderte er nach Florida aus. Er und Carlos Eugenio Vides Casanova wurden vor dem United States District Court von West Palm Beach auf Schadensersatz für die unter seinem Kommando begangenen Menschenrechtsverletzungen verklagt. Die Zivilklage Ford / Garcia zum Mord an Ita Ford, Maura Clarke, Dorothy Kazell und Jean Donovan von den Maryknoll Sisters of St. Dominic durch Regierungstruppen am 2. Dezember 1980 wurde abgewiesen. Die Familien der Opfer legten dagegen Einspruch ein, aber auch dieser wurde abgewiesen. 2003 wies der Oberste Gerichtshof der Vereinigten Staaten eine weitere Klage ab. Bei der Klage Ramagoza / García wurde zugunsten der Überlebenden von Folter entschieden und García sowie seine Mitangeklagten zur Zahlung von 54 Millionen US-Dollar Schmerzensgeld verurteilt. Das Urteil wurde in der nächsten Instanz bestätigt.